# Clericis laicos
Clericis laicos est une bulle du pape Boniface VIII (datée du 25 février 1296), qui interdisait, sous peine d'excommunication, toute levée d'impôts nouveaux sur le clergé sans l'autorisation du pape. Cette bulle a été à l'origine d'un violent conflit entre Philippe le Bel et Boniface VIII. La réaction de Philippe le Bel survient le 17 août 1296 lorsqu'il interdit toute exportation d'or et d'argent hors du royaume de France. Par conséquent, les banquiers italiens ne peuvent plus transférer à Rome les revenus qui sont dus au Saint-Siège par les clercs du royaume. Dans une position difficile avec la puissante famille Colonna, Boniface VIII choisit l'apaisement en autorisant Philippe le Bel à lever des subsides sur les biens du clergé en cas de nécessité urgente. La pacification se traduit également par la canonisation de Louis IX en août 1297. La bulle Cléricis laicos sera suivie, en 1301, dans le même cadre conflictuel, d'une deuxième sévère admonestation du pape, Ausculta fili, et enfin, en 1302, d'une dernière tentative, avec la bulle Unam Sanctam.

## Texte
- Clericis laicos dans APOSCRIPTA Database - Lettres des papes (CNRS, UMR 5648), lettre n. 11000 .